# تیمیانکا، استان مسوین
تیمیانکا، استان مسوین (به لاتین: Tymianka, Masovian Voivodeship) یک منطقهٔ مسکونی در لهستان است که در Gmina Kotuń واقع شده‌است.